# Mutuelle générale de l'Éducation nationale
 (décembre 2017).
La Mutuelle générale de l'Éducation nationale, souvent désigné par le sigle MGEN, est une mutuelle de santé française, membre du groupe VYV.
La MGEN est historiquement la mutuelle des fonctionnaires de l’Éducation nationale, de la Culture, de la Recherche et de la Jeunesse et des Sports, elle est depuis 2002, ouverte à tous via MGEN Filia, devenue Efficience Santé.

## Histoire
La Mutuelle générale de l'Éducation nationale est fondée en 1946 sur l'initiative du Syndicat national des instituteurs (SNI) dont le congrès de Grenoble de 1946 souhaita, dans un contexte marqué par la mise en place de la Sécurité sociale, unifier l'ensemble des mutuelles de santé du milieu de l'enseignement (d'où le nom de mutuelle générale). Elle a 860 000 adhérents en 1960.
L'unification des mutuelles de santé du secteur de l'éducation a pour but de demander la gestion du régime de Sécurité sociale des fonctionnaires de l'Éducation nationale par la nouvelle mutuelle. Marcel Rivière, le rapporteur de la question au congrès du SNI, est le premier président de la MGEN. Toutefois, la mutuelle est une structure distincte et indépendante du syndicat, ouverte à tous, contrairement à la tradition des pays nordiques ou anglo-saxons.
En 2011, la MGEN crée avec d'autres mutuelles (MAEE, MNT, MNH, MGET) l'Union mutualiste de groupe (UMG) « Istya » qui devient le premier groupe de protection sociale français avec plus de 6 millions de personnes couvertes, soit 10 % de la population. La MCDef a rejoint Istya le 1er janvier 2012. La création d'Istya permet de répondre aux nouveaux critères exigés par Bruxelles (norme Solvency ou Solvabilité II) et fait suite aux nombreux mouvements de concentration de mutuelles ou d'assurances (Sferen = MAIF, Macif, Matmut), (Covéa = GMF, MAAF, MMA), (Harmonie Mutuelles = Harmonie mutuelle, SMAR, MNAM), (Intériale = MGPAT, MMI, SMPPN), (UNEO = MNM, CNG, MAA).
En 2012, elle est la plus importante du pays en nombre d'adhérents et en cotisations, avec 4 millions de personnes, et c'est également la première mutuelle de la fonction publique. Elle dispose d'un réseau de 18 600 militants présents sur le terrain, ainsi que de 10 000 salariés.
En juin et juillet 2015, les assemblées générales de la MGET et de la MGEN se prononcent en faveur de leur fusion. Cette dernière est approuvée par l'Autorité de contrôle prudentiel et de résolution, le 30 décembre de la même année. Elle est effective au 1er janvier 2016, plus de 220 000 mutualistes rejoignent alors le groupe MGEN.
En septembre 2017, Harmonie mutuelle, la MGEN, Istya se rapprochent pour former le groupe VYV.

## Trois métiers

### Sécurité sociale de l'Éducation nationale et d'autres ministères
La MGEN gère, par délégation de service public, la sécurité sociale des personnels de l'Éducation nationale, de l’Enseignement supérieur et de la Recherche, de la Culture et de la Communication, des Sports, de la Jeunesse, de l’Éducation populaire et de la Vie associative, du Développement durable.

### Complémentaire santé
En complément de son activité de sécurité sociale, la MGEN propose des complémentaires santé :
- la complémentaire MGEN est dédiée aux personnels de l’Éducation nationale, de la Jeunesse et des Sports, de la Recherche, de la Culture et des collectivités territoriales via quatre offres.

- la complémentaire destinée aux personnels des conseils régionaux ou départementaux (avec le même principe que l'offre globale MGEN, à savoir la prévoyance qui garantit un maintien de salaire en cas de maladie).
- le RSP pour les agents du ministère de l'Agriculture.
- Trajectoire Prof destiné aux étudiants préparant un concours de l’Éducation nationale.
- la MGEN est l'organisme référencé pour assurer la complémentaire santé des agents du ministère de l'Écologie sur la période 2018-2024.

Une particularité de la complémentaire santé MGEN : la cotisation est proportionnelle au salaire. Ce mécanisme permet, sur le modèle de la Sécurité sociale, d'effectuer une redistribution entre grades et crée ainsi un système de solidarité.
Acteur majeur du monde de la santé, de la protection sociale et de l’éducation, elle conduit de nombreuses actions de recherche, de prévention et d’éducation à la santé.
MGEN FiliaLa complémentaire Efficience santé proposée par MGEN Filia, créé en partenariat avec la MAIF, est ouverte à toutes personnes ,. Le 1er janvier 2013, MGEN Filia a absorbé la mutuelle MOCEN.

### Gestion d'établissements sanitaires et sociaux
En outre, la MGEN gère 33 établissements sanitaires et médico-sociaux : cliniques médicales, hôpitaux psychiatriques, centres de santé, centres de soins de suite et réadaptation, maisons de retraite qui sont ouverts à tous les assurés sociaux.
La MGEN est le principal financeur, avec la Matmut, de l'Institut mutualiste Montsouris, via l'union de gestion mutualiste MFPASS, dont le président est Thierry Beaudet, ex-président de la MGEN.

## Partenariats
La MGEN est membre de :
- l'association L'Économie sociale partenaire de l'école de la république (L'ESPER), anciennement Comité de coordination des œuvres mutualistes et coopératives de l'Éducation nationale (CCOMCEN), association regroupant les structures de l'économie sociale liées à l'éducation.
- la Fédération nationale de la mutualité française (FNMF) Logo de la FNMF

Logo de la FNMF

- la Mutualité fonction publique (MFP) qui regroupe les mutuelles de fonctionnaires[7].

ADOSENLa MGEN a créé l'ADOSEN, une association spécialisée dans la promotion de la santé. Initialement, le sigle signifiait Association pour le don du sang dans l'Éducation nationale. Son sens actuel est Action et Documentation Santé pour l’Éducation nationale
Association MGEN-SolidarisEn 2012, la MGEN et Solidaris-Mutualité socialiste de Belgique ont décidé de s'associer pour, notamment, créer une offre mutualiste commune dans un pays européen tiers à partir de 2013 et militer ensemble auprès de l'Union européenne pour la reconnaissance d'un statut de groupement européen mutualiste.
Alliance MAIF-MGENEn mai 2012, la MAIF et la MGEN ont annoncé constituer une « alliance », renforçant ainsi leurs liens historiques, avec la volonté de mener des projets communs concernant la prévoyance et la dépendance.

## Présidents
- Marcel Rivière (1946-1960), président fondateur.
- Denis Forestier (1960-1977), instituteur du Lot, secrétaire général du Syndicat national des instituteurs de 1952 à 1962, fondateur du Comité de coordination des œuvres mutualistes et coopératives de l'Éducation nationale en 1971.
- Pierre Chevalier (1977-1991), instituteur du Cantal, secrétaire national du Syndicat national des instituteurs. Il a été président du Comité de coordination des œuvres mutualistes et coopératives de l'Éducation nationale.
- Alain Chauvet (1991-1999), instituteur puis professeur des écoles de Paris, secrétaire national de la Fédération de l'Éducation nationale et du Syndicat national des instituteurs.
- Jean-Michel Laxalt (1999-2009), instituteur puis professeur des écoles des Landes, secrétaire national du Syndicat national des instituteurs-PEGC puis du Syndicat des enseignants.
- Thierry Beaudet (2009-2017), professeur des écoles, responsable associatif à la Ligue de l'enseignement de l'Orne et responsable mutualistes dans le Calvados. Il a été élu président de la Mutualité française.
- Roland Berthilier (2017-2021), personnel de direction de l'enseignement secondaire, également vice-président de la Mutualité française après en avoir été secrétaire général. Il a été le dernier président du Comité de coordination des œuvres mutualistes et coopératives de l'Éducation nationale et le premier président de l'Économie sociale partenaire de l'École de la République (ESPER) de 2010 à 2017.
- Matthias Savignac (depuis 2021), professeur des écoles, enseignant spécialisé, vice-président délégué du groupe VYV, président du réseau Éducation et Solidarité.